# Las Granjas d'Ans
Granges d'Ans (en francès Granges-d'Ans) és un municipi francès situat al departament de la Dordonya i a la regió de la Nova Aquitània.

## Demografia
| 1962                                       | 1968 | 1975 | 1982 | 1990 | 1999 | 2007 |
| ------------------------------------------ | ---- | ---- | ---- | ---- | ---- | ---- |
| 361                                        | 314  | 259  | 229  | 209  | 208  | 167  |
| Des de 1962: població sense dobles comptes |      |      |      |      |      |      |

## Administració
| Període   | Identitat          | Partit |
| --------- | ------------------ | ------ |
| 2001-2007 | Monique Montaulard |        |
| 2007-     | Jacques Mignot     |        |

## Agermanaments
- Ans